# Phryxe vulgaris
Phryxe vulgaris är en tvåvingeart som först beskrevs av Fallen 1810.  Phryxe vulgaris ingår i släktet Phryxe och familjen parasitflugor. Arten är reproducerande i Sverige.

## Bildgalleri

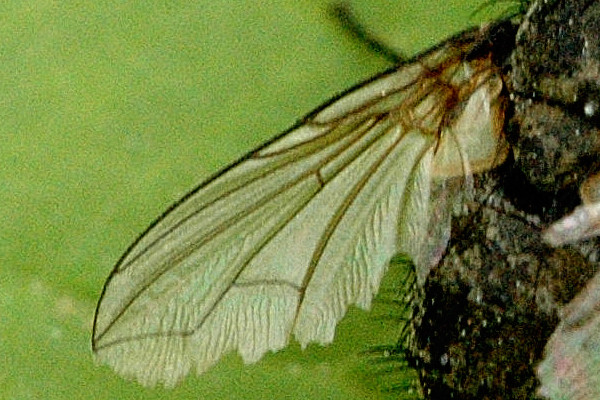